# Joseph Anton von Maffei

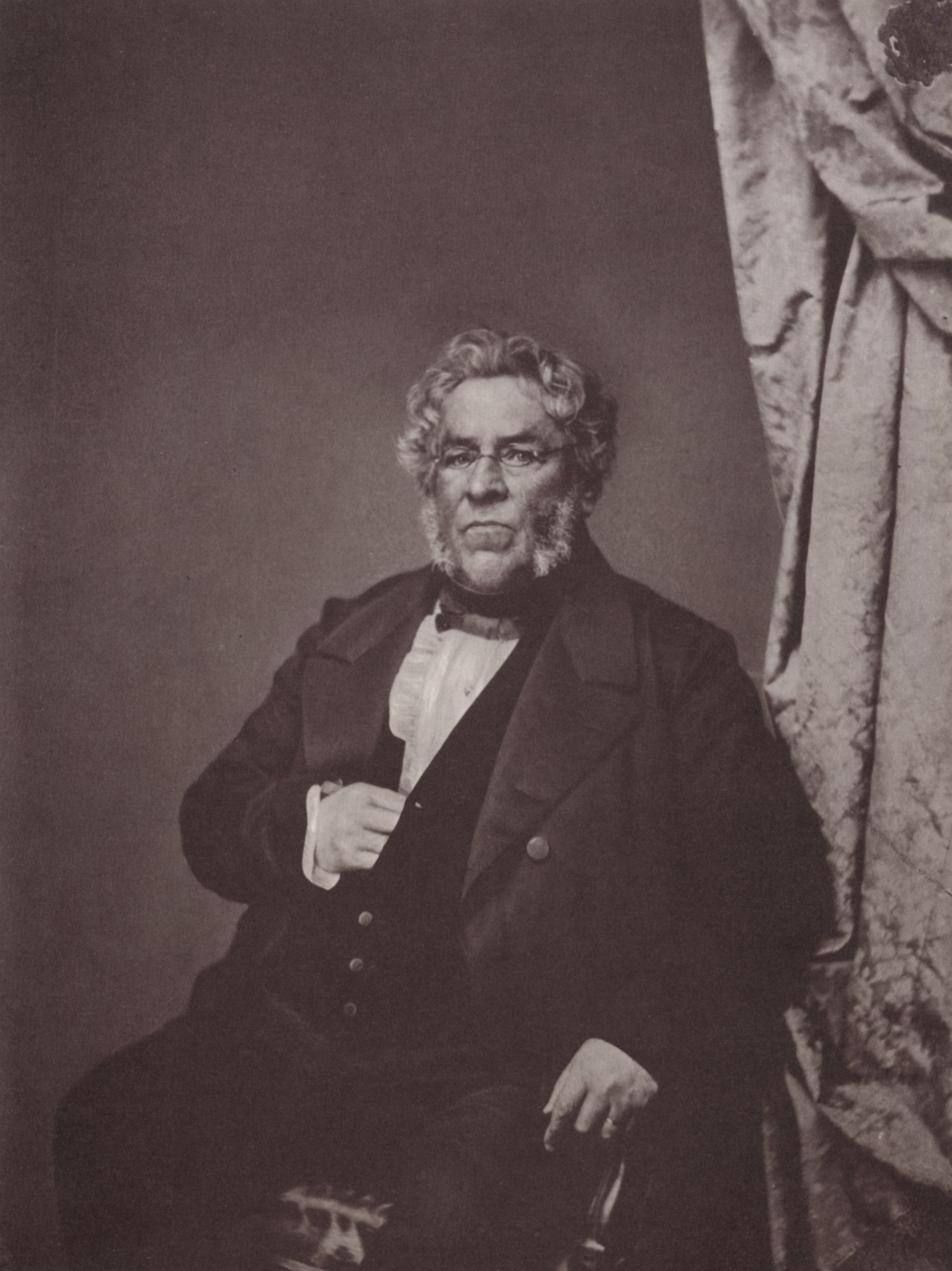
Joseph Anton von Maffei
(Fotografie von Franz Hanfstaengl)

Joseph Anton Ritter von Maffei (* 4. September 1790 in München; † 1. September 1870 ebenda) war ein deutscher Unternehmer in der Maschinenbau-Industrie. Neben Joseph von Baader (1763–1835) und Theodor von Cramer-Klett (1817–1884) gilt Maffei als einer der drei wichtigen Wegbereiter der Eisenbahn im Königreich Bayern. Außerdem war er 1836–1848 Mitglied des Bayerischen Landtags sowie ab 1863 Mitglied des Reichsrats auf Lebenszeit.

## Leben

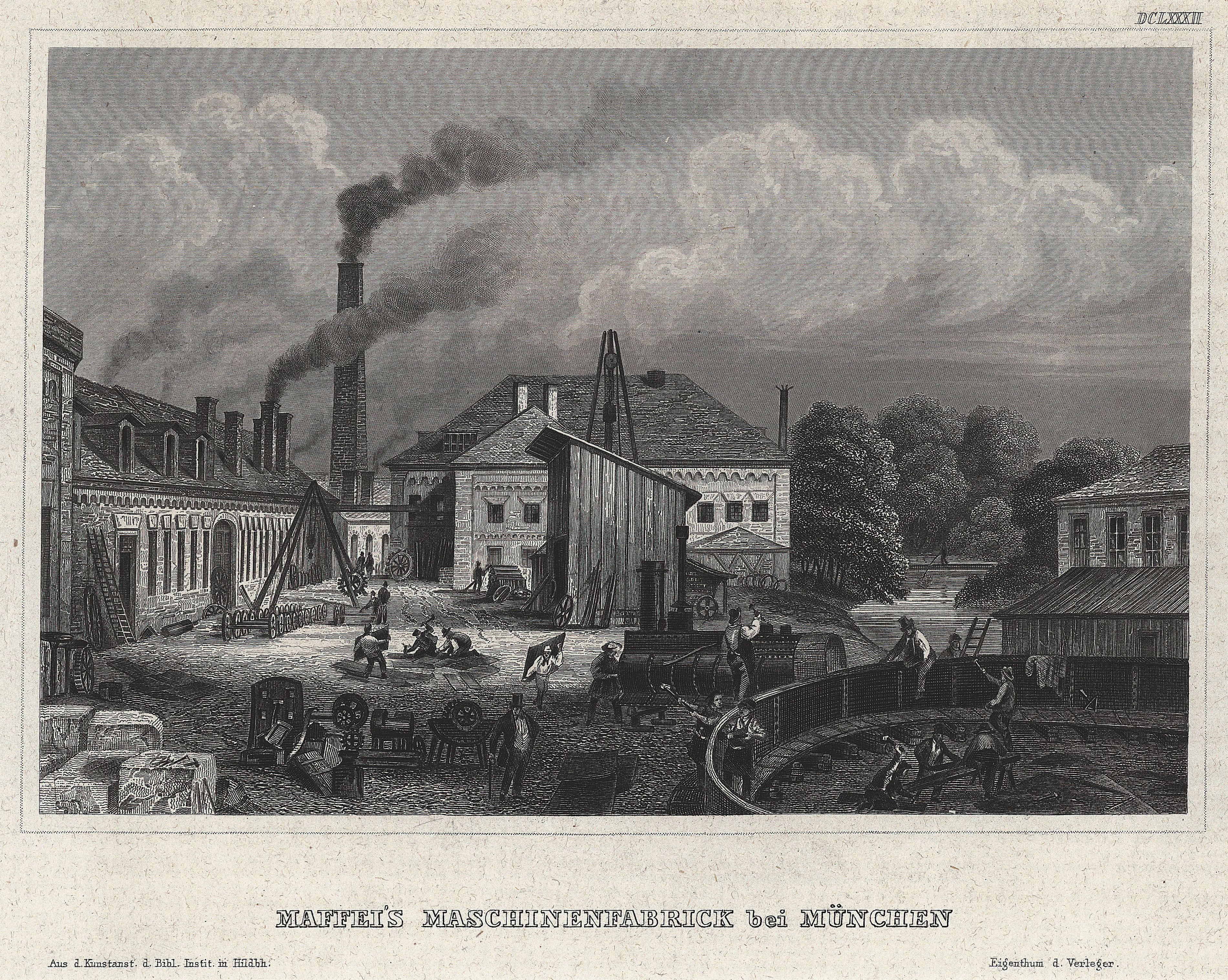
Maffei’s Maschinenfabrik in der Hirschau bei München (in Meyer’s Universum 1857)

Seine Eltern waren Peter Paul (Pietro Paolo) von Maffei (1754–1836), der seit 1770 in München ansässig war, und dessen Ehefrau Walburga von Maffei geb. Mayr (1764–1803), eine Tochter des Schnupftabakfabrikanten und Münchner Ratsherrn Andreas Mayr († 1784). Sein Vater kam aus Trient nach München, um eine sehr erfolgreiche Tabakgroßhandlung zu betreiben, die Joseph Anton Maffei weiterführte und später verpfändete, um die Maschinen- und Lokomotivfabrik J. A. Maffei gründen zu können.
Joseph Anton von Maffei heiratete am 31. Dezember 1816 in München Maria Antonia Schuh (1795–1876), eine Tochter des Kaufmanns Georg Erhard Schuh und seiner Ehefrau Maria Anna Ustrich. Das Paar hatte eine Tochter.
1835 gehörte Maffei zu den Gründungsaktionären der Bayerischen Hypotheken- und Wechselbank. Drei Jahre später erwarb er den Lindauer'schen Hammer in München und entwickelte daraus die Lokomotiv- und Maschinenfabrik J. A. Maffei. Maffei wurde Magistratsrat in München und machte sich u. a. um den Bau des berühmten Hotels Bayerischer Hof verdient. Er war 1843 erster Präsident der Handelskammer zu München. Er war Aktionär der Maxhütte. 1853 gründete er in Regensburg auf der Unteren Wöhrd die Maffei'schen Werkstätten, eine Werft und Brückenbauwerkstätte, die insbesondere für die Bayerische Ostbahn die Donaubrücke in Regensburg, die Innbrücke in Passau und eine Reihe weiterer Eisenbahnbrücken herstellten.
Im Jahr 1870 starb Maffei. Das Erbe trat sein Neffe Hugo von Maffei an.

## Grabstätte

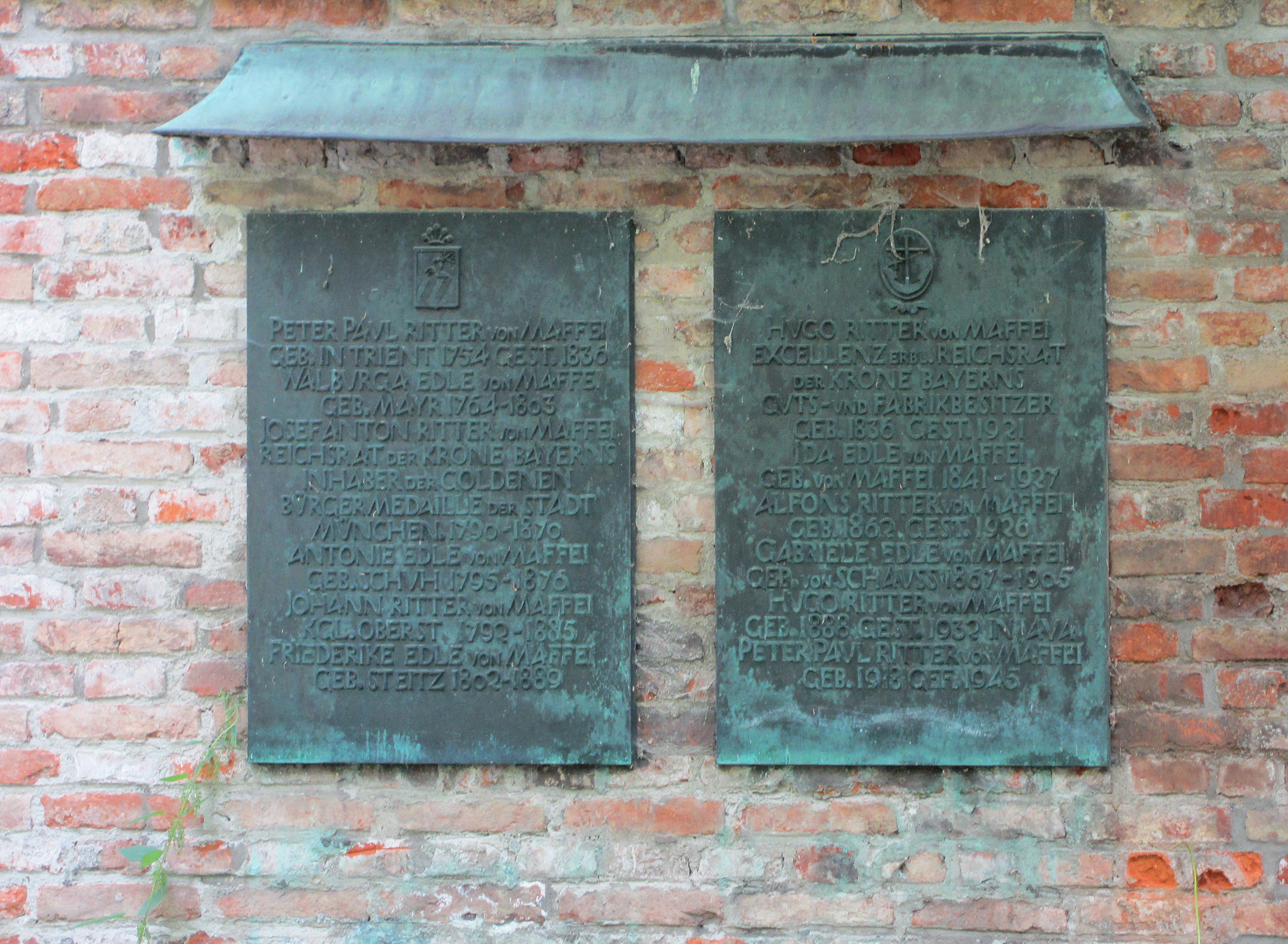
Grab von Joseph Maffei auf dem Alten Südlichen Friedhof in München

Die Grabstätte von Joseph von Maffei befindet sich auf dem Alten Südlichen Friedhof in München (Alte Arkaden Platz 36 bei Gräberfeld 23).Standort Das ursprüngliche Grab ist durch die Zerstörungen im Zweiten Weltkrieg verloren, an seiner Stelle hängen heute Bronzeplatten.

## Villa Maffei

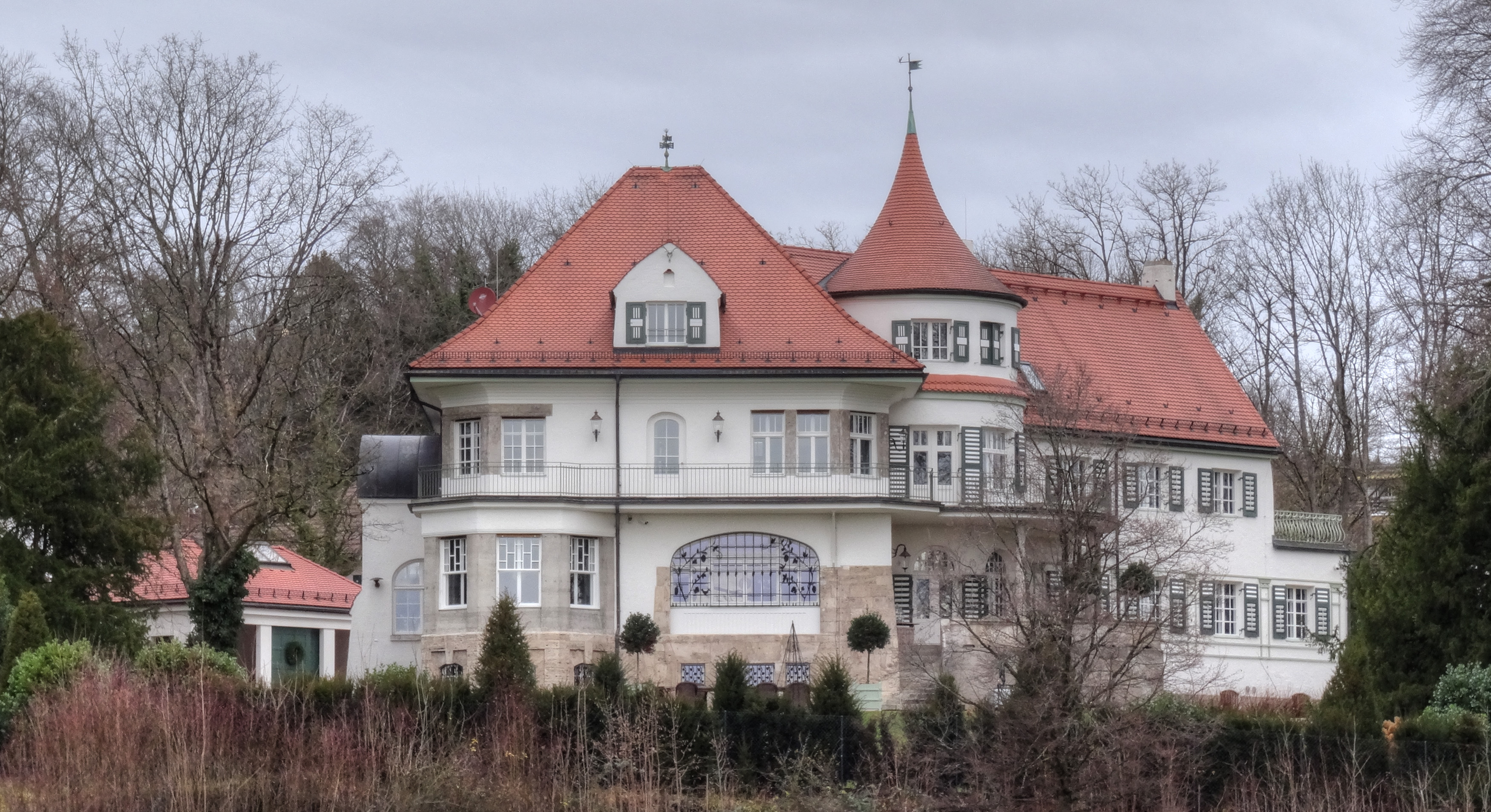
Villa Maffei (Seeseite)

Die seit 1951 im Besitz des Freistaats Bayern befindliche Villa Maffei in Feldafing (am Starnberger See) war zeitweise Sitz der Buchheim-Stiftung, die das Buchheim-Museum in Bernried am Starnberger See verwaltet und die Villa mit kleineren Ausstellungen sowie kulturellen Veranstaltungen bespielte und damit der Öffentlichkeit zugänglich machte. Seither ist die Nutzung umstritten.

## Lokomotiven- und Maschinenfabrik J.A. Maffei
1838 übernahm Maffei den Lindauer'schen Hammer, die bayerische Hofhammerschmiede in der Hirschau, dem Nordteil des Englischen Gartens in München. Maffei führte die Fabrik als Eisenwerk Hirschau (→Lage) weiter. Maffeis Anliegen war es, Bayern auf dem Gebiet der Maschinenbauindustrie konkurrenzfähig zu machen. Im Jahr darauf wurde mit dem Bau von Dampflokomotiven begonnen. 1841 wurde die erste Dampflokomotive mit dem Namen Der Münchner an die München-Augsburger Eisenbahn-Gesellschaft für 24.000 Gulden ausgeliefert.
Nach seinem Tod übernahm sein Neffe Hugo von Maffei das Eisenwerk Hirschau und entwickelte daraus die Lokomotiv- und Maschinenfabrik J. A. Maffei.